# Homosozialität
Der Begriff Homosozialität (auch homosoziale Kooptation) bezeichnet ein soziologisches Konzept, welches das Phänomen beschreibt, dass Menschen sich in vielen Situationen mit Menschen umgeben, die ihnen geschlechtsbezogen ähnlich sind. Dieser Effekt ist vor allem bei Rekrutierungsprozessen am Arbeitsmarkt zu beobachten. 

## Homosozialität im Berufsleben
Das Konzept der Homosozialität wird in der Organisationspsychologie aufgegriffen: Homosozialität ist ein Erklärungsansatz für die Benachteiligung von Frauen im Berufsleben, da häufig Männer die Personalentscheidungen auf Führungsebene treffen und dabei aus homosozialen Gründen bevorzugt Männer auswählen.
Der Wissenschaftsrat definiert homosoziale Kooptation für die Rekrutierung von Personal in der Wissenschaft folgendermaßen: „Gemeint ist damit die Neigung, bei der Auswahl von Nachwuchs Angehörige der eigenen sozialen Gruppe zu bevorzugen, in denen sich die Entscheider selbst widerspiegeln. Bezogen auf die Auswahl des wissenschaftlichen Nachwuchses heißt das, es sind vor allem gleichgeschlechtliche Rekrutierungs- und Förderbeziehungen, die eine wissenschaftliche Laufbahn wahrscheinlicher machen.“ Diese Definition wurde in Gleichstellungsrichtlinien deutscher Universitäten übernommen.
Sich mit Menschen zu umgeben, die einem tendenziell ähnlich sind, reduziert die Komplexität von Situationen und steigert das Vertrauen: „Homosozialität, also die Gleichheit der Mitglieder, ist eine vertrauensbildende Maßnahme. Man hat Vertrauen in diejenigen, die einem gleich sind, weil man davon ausgeht, dass man mit denen ‚besser kann als mit den anderen‘; dass man mit ihnen die eigenen Ziele besser durchsetzen und die eigene Organisationskultur besser aufrechterhalten kann als mit anderen.“ (Michael Meuser: Gleichstellung auf dem Prüfstand).
Homosozialität führt bei Personalentscheidungen – auf Grundlage des subjektiven Charakters der Entscheidung – zwangsläufig zu suboptimalen Lösungen für die Organisation. Da die Entscheidungsträger in Unternehmen überwiegend männlich sind, kann der Effekt zur Benachteiligung von weiblichem Personal führen. Eine Möglichkeit, gegen die bewusste oder unbewusste Benachteiligung bestimmter Personengruppen vorzugehen, sind anonymisierte Bewerbungsverfahren.

## Homosozialität im sozialen Umfeld
Homosoziales Verhalten findet sich beispielsweise im Freundeskreis. So haben Männer häufig mehr männliche Freunde, Frauen mehr Freundinnen. Schon bei Kindern überwiegen freundschaftliche „Kontaktinitiativen zu gleichgeschlechtlichen Kindern“.

## Homosozialität als feministische Theorie
Der Autorin Emilia Roig zufolge wird der Begriff der Homosozialität häufig auch als „soziale“ Liebesform innerhalb eines Geschlechtes verstanden, die sich von der romantischen und sexuellen Liebesform, der Homosexualität, abgrenzt. Dieser Auffassung nach lieben sich Männer untereinander, da sie sich zum Beispiel gegenseitig ehren, sich gegenseitig respektieren und sich untereinander solidarisieren.

## Mini-Me-Effekt
In nichtwissenschaftlichen Publikationen findet sich der auf Homosozialität zurückführende Begriff Mini-Me-Effekt: „Der Recruiter erkennt im Bewerber sich selbst vor zehn oder mehr Jahren.“ Der Name geht auf eine Figur im Film Austin Powers – Spion in geheimer Missionarsstellung (1999) zurück, in dem ein Miniatur-Klon des Schurken dessen Charakterzüge und Gewohnheiten besitzt.